# はないちもんめ

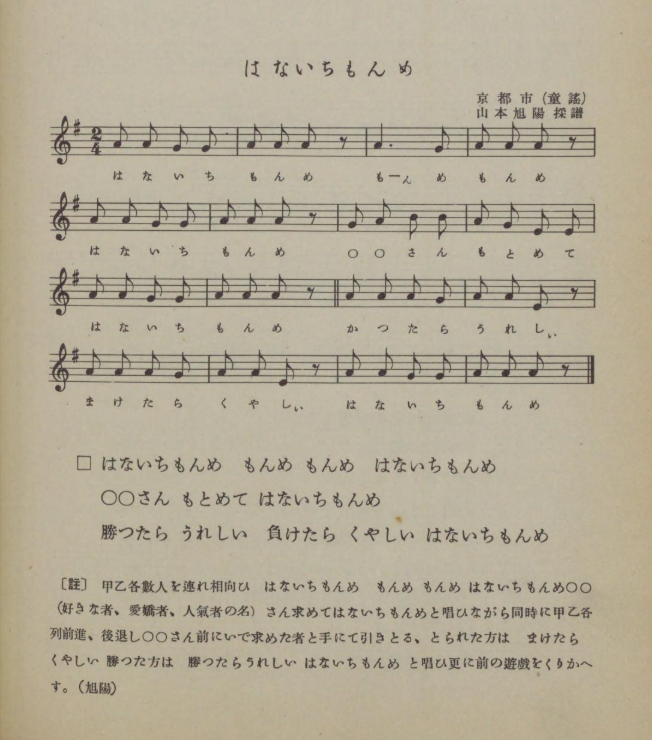
はないちもんめの歌詞の一例（京都市）続日本童謡民謡曲集（昭和10年発行）

はないちもんめ（花一匁）は、こどもの遊びのひとつ。2組に分かれて、歌を歌いながら歩き、メンバーのやりとりをする。値段が銀一匁の花を買う際に、値段をまけて悲しい売り手側と、安く買ってうれしい買い手側の様子が歌われているとされる。

## 由来
古くから伝わり、江戸時代に普及した「子とろ子とろ」系の遊びから独立したと考えられる。江戸、明治、大正時代には同じ遊びが確認できない。昭和10年発行の「続日本童謡民謡曲集」に京都市で歌われていた歌が確認でき、昭和初期に広がったとされる。また、同書には静岡県沼津地方の縄跳び唄としても掲載されており、両方の歌の元歌が大正末頃にあったと考えられる。
一般的には価格一匁の花を売り買いする際のやり取りだとされるが、「花」は若い女性の隠語であり、一人が一匁（銀一匁はおよそ2000円ほど）を基本とする値段で行われた人買い、または鬼（異人）に力づくでさらわれた中世の社会背景に起源があるとする主張もある。子供の遊びにしては内容が残酷過ぎるとの反論もあるが、この説の支持者は大人では到底歌えないような内容でも素直な子供が伝承してきたのであるとする見方をしている。
他にも、えんがちょ、指切り、てるてる坊主、通りゃんせ、かごめかごめなどの遊びも、現代では到底考えられないような残酷で恐ろしい由来を持つ可能性を有していると主張されることがある。

## 遊び方
1. それぞれの組は手をつないで一列に並んで向かい合う。
2. 前回勝った組から「か～ってうれしいはないちもんめ」と歌の一節を歌いだす。歌っている組は前に進み、相手の組はあとずさりする。はないちもんめの「め」の部分で片足を蹴り上げる。
3. 今度は負けた組が「まけ～てくやしいはないちもんめ」と歌って、前に進む。
4. その後に、「タンス長持ち あの子が欲しい あの子じゃわからん 相談しましょ そうしましょ。」と歌の一節を交互に歌いながら前後に歩く。
5. 歌が終わると、それぞれの組で相談して、相手の組から誰をこちらの組にもらうかを決める。決まった組は「き～まった」と叫ぶ。
6. それぞれの組は手をつないで一列に並んで向かい合い「××ちゃんが欲しい」と前に進みながらもらいたい相手を披露しあう。
7. 双方の代表者がじゃんけんを行い、勝った組の主張どおりにメンバーがもらわれていく。
8. 片方の組からメンバーがいなくなれば終了。つづける場合には1にもどる。

## 歌詞
地方によって、いろいろなバージョンがある。
- 宮城県南部の一例：まず、二組に分かれたら「となりのおばさんちょっと来ておくれ、鬼がいるから行かれない、お釜かぶってちょっと来ておくれ、釜破れて行かれない、鉄砲かついでちょっと来ておくれ、鉄砲ないから行かれない。あの子がほしい、あの子じゃわからん、相談しましょ（相談すべし）、そうしましょ（そうすべし）」とやる。そして5で名乗り合ったら、「なーにで行くの」「ひっぱりこ（じゃんけん等）でゆくの」と勝負方法が選択できる。
- 福島県1：「勝ってうれしいはないちもんめ 負けてくやしいはないちもんめ あの子がほしい あの子じゃ分からん その子がほしい その子じゃ分からん (ま～るくなって)相談しましょ そうしましょ ちょいとま～る～め・・・き～まった そっちからどうぞ そっちからどうぞ ××ちゃんがほしい ○○ちゃんがほしい 何でいくの （じゃんけん又は引っ張りっこなど）でいくよ」
- 福島県2：「もんめもんめもんめはないちもんめ あの子がほしい あの子じゃ分からん 相談しましょ そうしましょ・・・○○ちゃんがほしい ××ちゃんがほしい」
- 福島県3：「ふるさと求めてはないちもんめ・・・」ではじまる。
- 福島県4：「き～まった」と言った後、「となりの〇〇ちゃんちょっとおいで　となりの××ちゃんちょっとおいで　な～にで決める？　□□で決める（じゃんけん又は引っ張りっこなど）」
- 長野県小諸市「勝ってうれしい花いちもんめ、負けて悔しい花いちもんめ、隣のおばちゃんちょっとおいで、鬼が怖くて行かれない、お釜かぶってちょっとおいで、お釜底抜け行かれない、布団かぶってちょっとおいで、布団ビリビリ行かれない、あの子が欲しい、あの子じゃわからん、この子が欲しい、この子じゃわからん、相談しよう、そうしよ」
- 新潟県新潟市内で歌われていたバージョン：「勝ってうれしい花いちもんめ、負けて悔しい花いちもんめ、隣のおばさんちょっとおいで、鬼が怖くて行かれません、お釜かぶってちょっとおいで、お釜底抜け行かれません、座布団かぶってちょっとおいで、座布団ぼろぼろ行かれません、あの子が欲しい、あの子じゃわからん、この子が欲しい、この子じゃわからん、相談しましょ、そうしましょ」で、それぞれ相談。決まったら「き～まった～き～まった～」と叫び、指名する人の名前を呼ぶ際「かわいいかわいい」をつける
- 新潟県某市バージョン：「勝ってうれしいはないちもんめ」「負けて悔しいはないちもんめ」「隣のおばさんちょっとおいで」「鬼が怖くていかれませんよ」「お釜かぶってちょっとおいで」「お釜底抜けいかれませんよ」「お布団かぶってちょっとおいで」「お布団ボロボロいかれませんよ」「あの子がほしい」「あの子じゃわからん」「その子がほしい」「その子じゃわからん」「相談しよう」「そうしよう」　決まったほうから「きまった」と宣言し、じゃんけんをする
- 群馬県バージョン：「勝って嬉しいはないちもんめ」「負けて悔しいはないちもんめ」「隣のおばさんちょっと来ておくれ」「鬼が怖くて行けられない」「御釜かぶってちょっと来ておくれ」「御釜底抜け行けられない」「御布団かぶってちょっと来ておくれ」「御布団ぼろぼろ行けられない」「あの子が欲しい」「あの子じゃ分からん」「この子が欲しい」「この子じゃ分からん」「相談しよう、そうしよう」
- 茨城県日立市バージョン : 「勝ってうれしいはないちもんめ、負けてくやしいはないちもんめ、となりのおばさんちょっとおいで、鬼がいるから行かれない、お釜かぶってちょっとおいで、お釜かぶっちゃ目が見えない… あの子がほしい、あの子じゃわからん、この子がほしい、この子じゃわからん、そーだん決めっ」
- 埼玉県大宮市（現：さいたま市）の植水地区で行われていたバージョン（関東?）：「勝ってうれしいはないちもんめ、負けてくやしいはないちもんめ、となりのおばさんちょっと来ておくれ、鬼がいるから行かれない、お釜かぶってちょっと来ておくれ、釜がないから行かれない、布団かぶってちょっと来ておくれ、布団破れて行かれない（?）、あの子がほしい、あの子じゃわからん、この子がほしい、この子じゃわからん、相談しよう、そうしよう」
- 埼玉県川越市バージョン：「勝ってうれしいはないちもんめ」「負けて悔しいはないちもんめ」「隣のおばさんちょっと来ておくれ」「鬼が怖くて行かれない」「お釜かぶってちょっと来ておくれ」「お釜底抜け行かれない」「お布団かぶってちょっと来ておくれ」「お布団びりびり行かれない」「鉄砲かついでちょっと来ておくれ」「鉄砲玉無し行かれない」「あの子が欲しい」「あの子じゃ分からん」「この子が欲しい」「この子じゃ分からん」「相談しよう」「そうしよう」
- 千葉県バージョン?：「勝ってうれしい花いちもんめ、負けて悔しい花いちもんめ、隣のおばさんちょっと来ておくれ、鬼が怖くて行かれない、お釜かぶってちょっと来ておくれ、お釜底抜け行かれない、座布団かぶってちょっと来ておくれ、座布団ぼろぼろ行かれない、あの子が欲しい、あの子じゃわからん、この子が欲しい、この子じゃわからん、相談しよう、そうしよう」
- 千葉県北西部：「勝ってうれしい花いちもんめ、負けて悔しい花いちもんめ、隣のおばさんちょっと来ておくれ、鬼が怖くて行かれない、お釜かぶってちょっと来ておくれ、お釜底抜け行かれない、鉄砲かついでちょっと来ておくれ、鉄砲あるけど弾がない、お布団かぶってちょっと来ておくれ、お布団びりびり行かれない、座布団かぶってちょっと来ておくれ、座布団ぼろぼろ行かれない、あの子が欲しい、あの子じゃわからん、この子が欲しい、この子じゃわからん、相談しよう、そうしよう」
- 東京都：2と3で前に進む最後は片足を蹴り出す。「勝ってうれしい花いちもんめ、負けて悔しい花いちもんめ、隣のおばさんちょっと来ておくれ、鬼が怖くて行かれない、お布団かぶってちょっと来ておくれ、お布団ぼろぼろ（若しくはびりびり）行かれない、お釜かぶってちょっと来ておくれ、お釜底抜け行かれない、（鉄砲かついでちょっと来ておくれ、鉄砲あるけど弾がない、）あの子が欲しい、あの子じゃわからん、この子が欲しい、この子じゃわからん、相談しよう、そうしよう」
- 神奈川県横浜市のとある地域バージョン?：「勝ってうれしい花いちもんめ、負けて悔しい花いちもんめ、隣のおばさんちょっと来ておくれ、鬼が怖くて行かれない、お釜かぶってちょっと来ておくれ、お釜底抜け行かれない、鉄砲かついでちょっと来ておくれ、鉄砲玉無し行かれない、お布団かぶってちょっと来ておくれ、お布団びりびり行かれない、あの子が欲しい、あの子じゃ分からん、この子が欲しい、この子じゃ分からん、相談しよう、そうしよう」
- 神奈川県川崎市：「勝ってうれしいはないちもんめ、負けてくやしいはないちもんめ、隣のおばさんちょっと来ておくれ、鬼がいるから行かれない、お釜かぶってちょっと来ておくれ、お釜底抜け行かれない、鉄砲かついでちょっと来ておくれ、鉄砲ないから行かれない、お布団かぶってちょっと来ておくれ、お布団びりびり行かれない、あの子が欲しい、あの子じゃ分からん、この子が欲しい、この子じゃ分からん、相談しよう、そうしよう」
- 静岡県バージョン：遊び方3のあと、「あの子が欲しい」「あの子じゃわからん」「この子が欲しい」「この子じゃわからん」「ま～るくなって相談、あっかんべ～（と言いながらお互いに「あっかんべ～」のしぐさをする）」と言う。5は、「××ちゃんが欲しい」「○○くんが欲しい」と言い、6で、指名された人同士でじゃんけんをする。
- 静岡県とある市バージョン：遊び3のあと、「あの子が欲しい」「あの子じゃ分からん」「この子が欲しい」「この子じゃわからん」「まとまって相談、そうしましょ、ゴリラ、パンツ、あっかんべ～」と悪態をついて、遊び4以降へ
- 静岡県沼津市バージョン：「勝ってうれしいはないちもんめ」「負けて悔しいはないちもんめ」「隣のおばさんちょっと来ておくれ」「鬼が居るからいかれない」「お釜かぶってちょっと来ておくれ」「お釜底抜けいかれない」「お布団かぶってちょっと来ておくれ」「お布団びりびりいかれない」「あの子がほしい」「あの子じゃわからん」「その子がほしい」「その子じゃわからん」「相談しよう」「そうしよう」　決まったほうから「きまった」と宣言し、じゃんけんをする
- 岐阜県バージョン: 「勝ってうれしいはないちもんめ、負けてくやしいはないちもんめ となりのおばちゃんちょっとおいで、犬がおるからよういかん、お釜をかぶってちょっとおいで、穴があいててよういかん、座布団かぶってちょっとおいで座布団ぼろぼろよういかん。あの子が欲しい、あの子じゃわからん、この子が欲しい、この子じゃわからん、相談しましょ、そうしましょ。決ーまった・・・○○ちゃんがほしい ××ちゃんがほしい。（引っ張り合い）」
- 愛知県西部（名古屋市など）バージョン：「勝ってうれしいはないちもんめ、負けて悔しい大根の尻尾、隣のおばさんちょっとおいで、鬼がいるからよう行かん、お釜かぶってちょっとおいで、お釜底抜けよう行かん、座布団かぶってちょっとおいで、座布団びりびりよう行かん、あの子が欲しい、あの子じゃわからん、この子が欲しい、この子じゃわからん、相談しましょ、そうしましょ」

または「かって嬉しい花いちもんめ、負けて悔しい花いちもんめ、隣のオバサンちょっとおいで、鬼がいるからよぉいかん、あの子がほしい、あのこじゃわからん、この子がほしい、この子じゃ分からん、相談しましょ、そうしましょ。」と、略す場合もある。
相談が終わると、「きーまった」と言い、「相談しましょ」といった側が「そっちから(お先に)どうぞ」と言う、そのあとに「○○ちゃんがほしい」「××君がほしい」となり、じゃんけんになる場合がある。略すのは大体小学生中学年。
日本のほぼ中央にあるため、東西の歌詞が入り混じり、愛知県内でも歌詞が違う場合が多々ある。
- 愛知県東部、岐阜県飛騨地域バージョン：遊び2と遊び3で前進した最後は片足を蹴り出す。続けて、「あの子が欲しい」「あの子じゃわからん」「この子が欲しい」「この子じゃわからん」「相談しましょ」「そうしましょ」と交互に歌いながら前進後退を繰り返し、前進した最後は片足を蹴りだす。遊び6では指名された人同士でじゃんけんをする。
- 石川県（野々市市など）バージョン：遊び方6の時に指定された人が「ねことねずみがいたちをおいかけた　それじゃんけんぽん」という歌を歌いながら、小指と小指を指きりげんまんの状態にして、けんけんでその場を回る(歌が終わるまで)。歌が終わった後、じゃんけんに入る
- 富山県バージョン：遊び方7の前に「ねこねこねずみとり いたちがおいかけた それじゃんけんぽん」という歌を歌いながら、指名された子どもが、小指と小指をつないでけんけんをしながら回り、最後にじゃんけんをする。
- 関西（大阪府・兵庫県・京都府など）バージョン：遊び方3のあと、「タンス、長持、どの子が欲しい?」「どの子じゃわからん」「あの子が欲しい」「あの子じゃわからん」「この子が欲しい」「この子じゃわからん」「相談しましょ」「そうしましょ」の歌が入ってから、4で相談する。
- 愛媛県1：遊び方3のあと、「あの子が欲しい」「あの子じゃわからん」「相談しましょ」「そうしましょ」
- 愛媛県2：遊び方3のあと、「隣のおばさんちょっとおいで」「鬼が怖くてよういかん」「あの子がほしい」あの子じゃわからん」「相談しましょ」「そうしましょ」「きーまった、手を合わせ、○○ちゃんがほしい 」

「××ちゃんがほしい」と選ばれたふたりがじゃんけんをする。
- 高知県バージョン：「勝ってうれしいはないちもんめ」「負けてくやしいはないちもんめ」「たんすながもちあの子がほしい」「あの子じゃ分からん」「相談しましょ（または相談しよう）」「そうしましょ（またはそうしよう・ソーセージなど）」⇒「きーまった」どっちかが「お先にどうぞ」「××ちゃんがほしい」「○○ちゃんがほしい」「何になって行くの」「相談しましょ（または相談しよう）」「そうしましょ（またはそうしよう・ソーセージなど）」⇒「きーまった」どっちかが「お先にどうぞ」「●●になっておいで」「◎◎になっておいで」（動物や昆虫・またはその時に流行っている人物などを指定してそれのマネをしてジャンケンをする）
- 広島県バージョン：「勝ってうれしいはないちもんめ」「負けて悔しい花いちもんめ」「たんす長持ちあの子がほしい」「あのこじゃわからん」「相談しましょ」「そうしましょ」（全員で舌を出して）「べー」（決まったほうが）「決ーまった、お先にどうぞ」「○○ちゃんがほしい」「●●ちゃんがほしい」　　そしてジャンケン
- 福岡県：「勝って嬉しいはないちもんめ 負けて悔しいはないちもんめ あの子が欲しい あの子じゃわからん 相談しましょ そうしましょ。 あらよ ばいばい あっかんべー（あらよ しっしっ ベー の場合もある）のへのかっぱ」
- 長崎県一部地域：「勝ってうれしいはないちもんめ」「負けて悔しい花いちもんめ」「たんす長持ちどの子がほしい」「どのこじゃわからん」「相談しましょ」「そうしましょ」（全員で舌を出して）「べー」相談の後、各々で「決ーまった」前回勝った方から「○○ちゃんがほしい」「●●ちゃんがほしい」　　そしてジャンケン
- 長崎県佐世保市：「勝って嬉しい花いちもんめ」「負けて悔しい花いちもんめ」「隣のおばさん、ちょっとおいで」「鬼がいるから来られない」「お布団かぶって、ちょっとおいで」「お布団ビリビリ来られない」「お釜かぶって、ちょっとおいで」「お釜底抜け来られない」「あの子が欲しい」「あの子じゃ分からん」「この子が欲しい」「この子じゃ分からん」「相談しましょ」「そうしましょ」「決ーまった」「○○ちゃんが欲しい」「××ちゃんが欲しい」→ジャンケンぽん

## みんなのうた
NHKの『みんなのうた』では1979年12月 - 1月に『花いちもんめ』というタイトルで紹介、『早春賦』『夏は来ぬ』『紅葉』に続く、三枝成章（現：成彰）編曲の日本童謡第4弾にして最終作。歌は川崎少年少女合唱団。アニメーションは斉藤輝雄。
再放送は1981年2月 - 3月と2006年12月 - 1月（ラジオのみ）。

## カバー等
- 藤圭子のアルバム『圭子のわらべ唄／藤圭子とグリーメン』JRS-7174（1971年）収録。編曲：小杉太一郎。

## その他

### はないちもんめを題名とした作品
- 岩下志麻などが出演した1968年のテレビドラマ『花いちもんめ』。
- 永島慎二の1971年の漫画『花いちもんめ』。第17回小学館漫画賞受賞。
- はっぴいえんどの1971年のシングル曲「花いちもんめ」(鈴木茂の初めての作曲）。
- 長渕剛の1982年のシングル曲「花いちもんめ」。
- 伊藤俊也監督の1985年の日本公開映画『花いちもんめ。』。日本アカデミー賞第9回最優秀作品賞、主演男優賞（千秋実）、脚本賞（松田寛夫）。
- 谷川史子の1989年の漫画『花いちもんめ』。
- 石牟礼道子の2005年のエッセイ集『花いちもんめ』。
- 宮本研の戯曲「花いちもんめ」。
- かつて毎日新聞の別刷りとして発行されていた婦人向け月刊情報紙「はないちもんめ」。また、同紙の紙上で公募されていた「小さな童話」賞の受賞作を原作として、徳間書店が制作したOVAシリーズ「はないちもんめ」（VHS全6巻）。
- 女性アイドルグループ26時のマスカレイドの楽曲「ハナイチモンメ」-YouTube。
- 南こうせつの1976年発売アルバム「かえり道」に収録の「花一文目」。
- 花一匁 - BURNOUT SYNDROMESの曲。アルバム「孔雀」と「The WORLD is Mine」に収録されている。
- 花一匁 (ずっと真夜中でいいのに。の曲)

### その他
- 稲葉喜美子のアルバム『あのこがほしい』― アルバムタイトルと、最後の収録曲『サンダル予報』の直後に、はないちもんめの歌詞が引用されている。
- THE HIGH-LOWSのシングル『相談天国』－サビの部分に、はないちもんめのメロディーと歌詞が引用されている。
- アダルトゲーム『魔女っ娘ア・ラ・モード』のオープニングテーマ『Nostalgia』（唄：UNDER17）の歌詞の一部が引用されている。
- 石井食品のミートボールやディップのバイトルのCM（出演：乃木坂46）で、はないちもんめの替え歌が使用されている。
- YahooショッピングのCM（出演：宮川大輔）で、はないちもんめの替え歌が使用されている。
- KissBeeのシングル『あなたのいちばんめ』で、はないちもんめの歌詞が引用されている。
- 浜崎あゆみの配信限定シングル『BYE-BYE』で、はないちもんめの歌詞が引用されている。